# Stazione di Shimizuhara
La stazione di Shimizuhara (清水原駅?, Shimizuhara-eki) è una stazione ferroviaria situata nella città di Ichinoseki, nella prefettura di Iwate, ed è servita dalla linea principale Tōhoku della JR East.

## Linee ferroviarie
East Japan Railway Company
■ Linea principale Tōhoku

## Struttura
La fermata è costituita due marciapiedi laterali collegati da sovrappassaggio con due binari passanti, non numerati.
| Lato stazione | ■ Linea principale Tōhoku | per Semine, Kogota e Sendai |
| Lato campagna | ■ Linea principale Tōhoku | per Ichinoseki e Morioka    |

## Stazioni adiacenti
| «                       | Servizio                | »                       |
| Linea principale Tōhoku | Linea principale Tōhoku | Linea principale Tōhoku |
| ----------------------- | ----------------------- | ----------------------- |
| Hanaizumi               | Locale                  | Arikabe                 |